# Moho

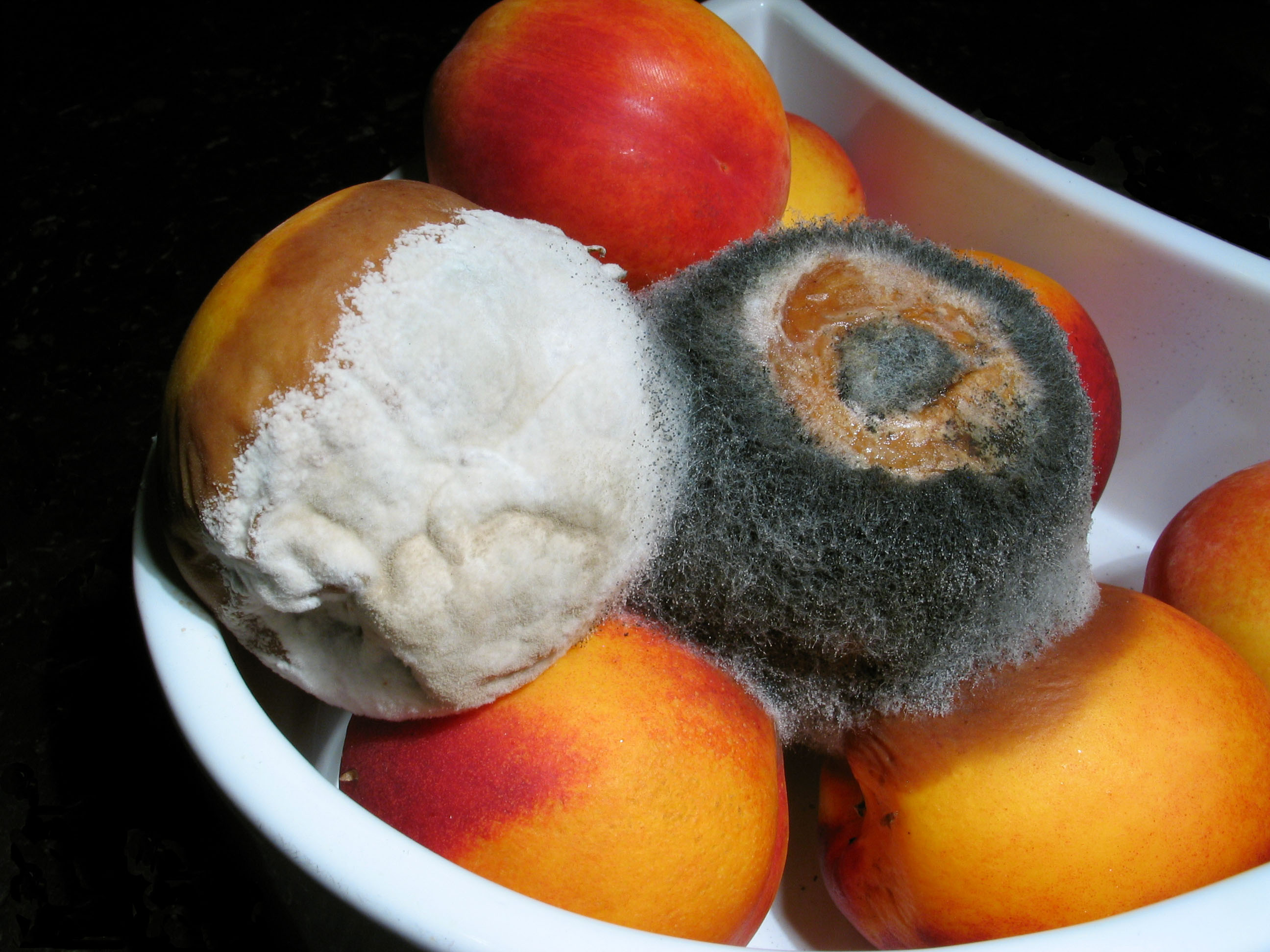
Nectarinas atacadas por dos mohos diferentes.

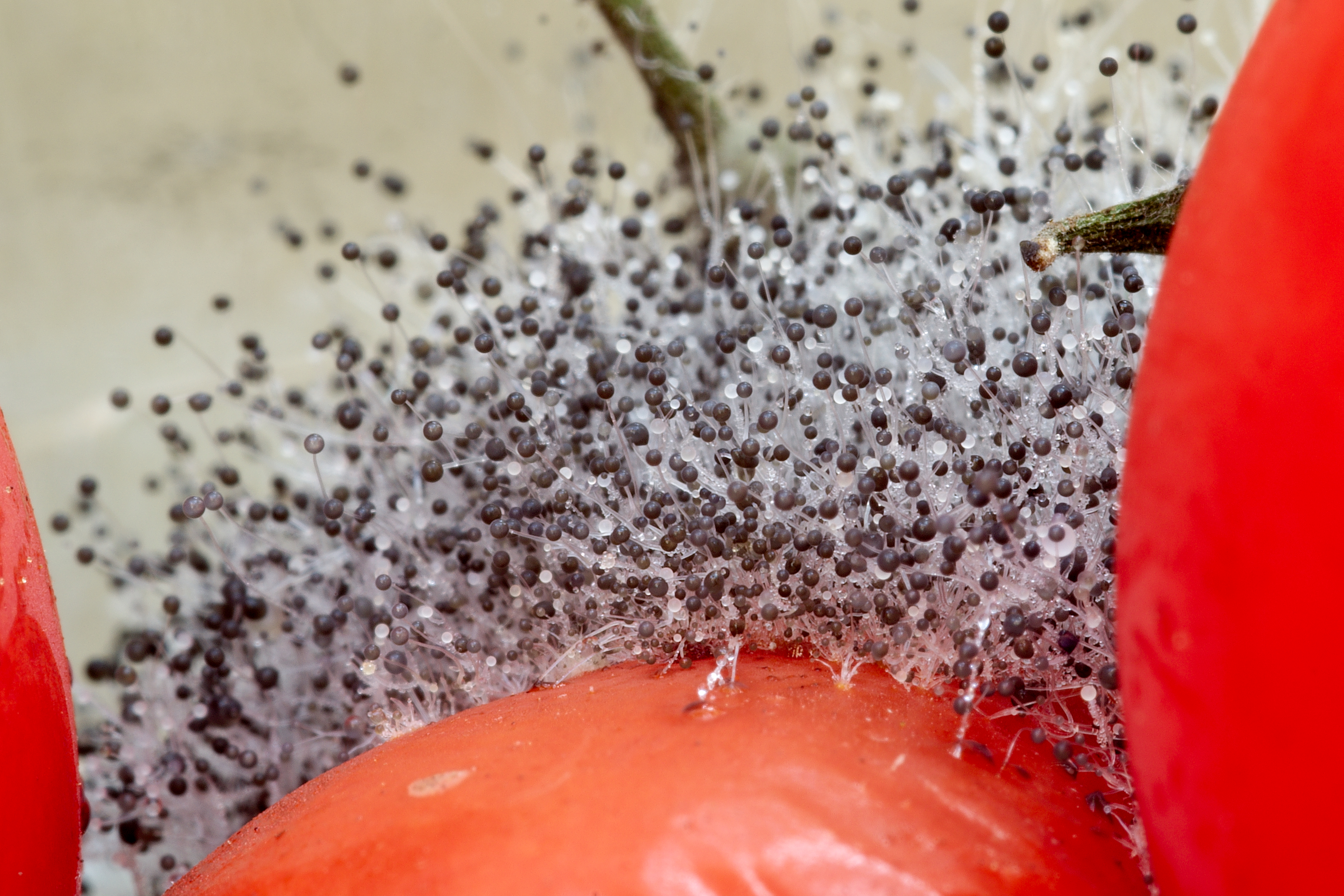
Esporangios del moho Rhizopus.

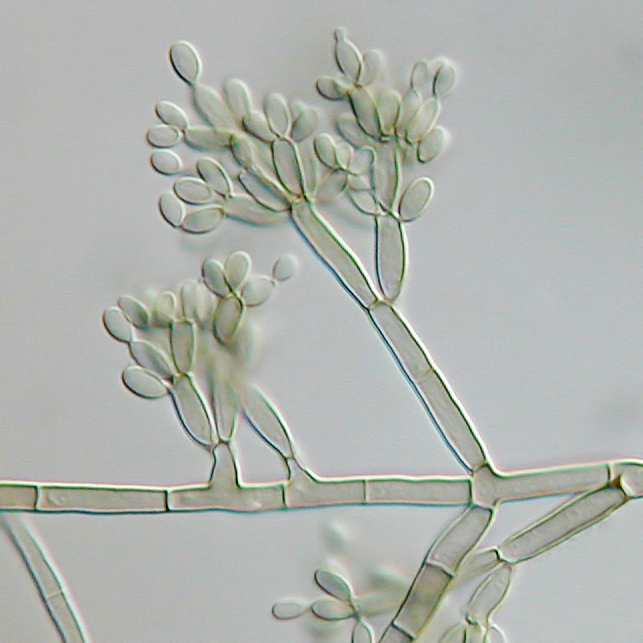
Imagen microscópica del moho Fonsecaea.

Moho (también mufa) es un hongo conformado por un micelio o conjunto de hifas, que no es capaz de formar un cuerpo fructífero a diferencia de las setas. Se encuentra tanto al aire libre como en lugares húmedos y con baja luminosidad. El moho crece mejor en condiciones cálidas y húmedas; se reproducen y propagan mediante esporas. La apariencia de color similar al polvo en los mohos se debe a la formación de esporas que contienen metabolitos secundarios de los mohos. Las esporas del moho pueden sobrevivir en variadas condiciones ambientales, incluso en extrema sequedad, a pesar de que esta no favorece su crecimiento normal. Los mohos también son denominados hongos filamentosos ya que crecen en forma de filamentos microscópicos.
Los mohos pueden crecer en las paredes, panes, quesos, frutas, verduras, troncos, hojas de plantas, excrementos y hasta incluso sobre setas. Otros crecen en el suelo o en ambientes acuáticos. Algunos pueden ser micorrícicos, parásitos o patógenos.
La penicilina (cuyo nombre deriva del hongo Penicillium) es un antibiótico hecho con un moho. Fue descubierto por Alexander Fleming. Algunos mohos también están presentes en diversos tipos de queso, casos del Camembert, Brie, Roquefort, Stilton, etc.
Los géneros de mohos más comunes son:
- Alternaria
- Acremonium
- Aspergillus
- Cladosporium
- Mucor
- Neurospora
- Penicillium
- Rhizopus
- Stachybotrys
- Trichoderma
- Trichophyton

## Biología

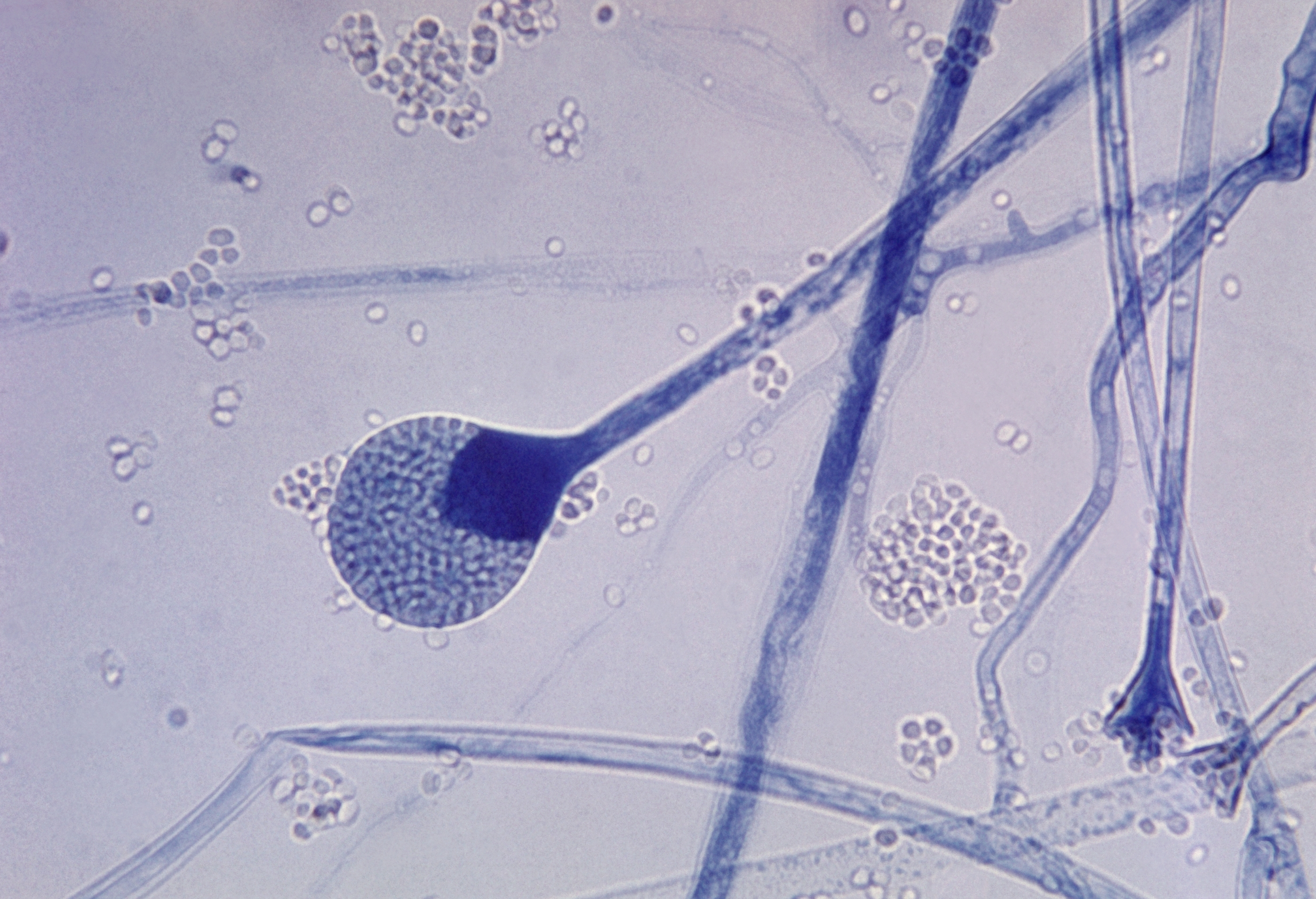
Imagen microscópica del moho Mucor.

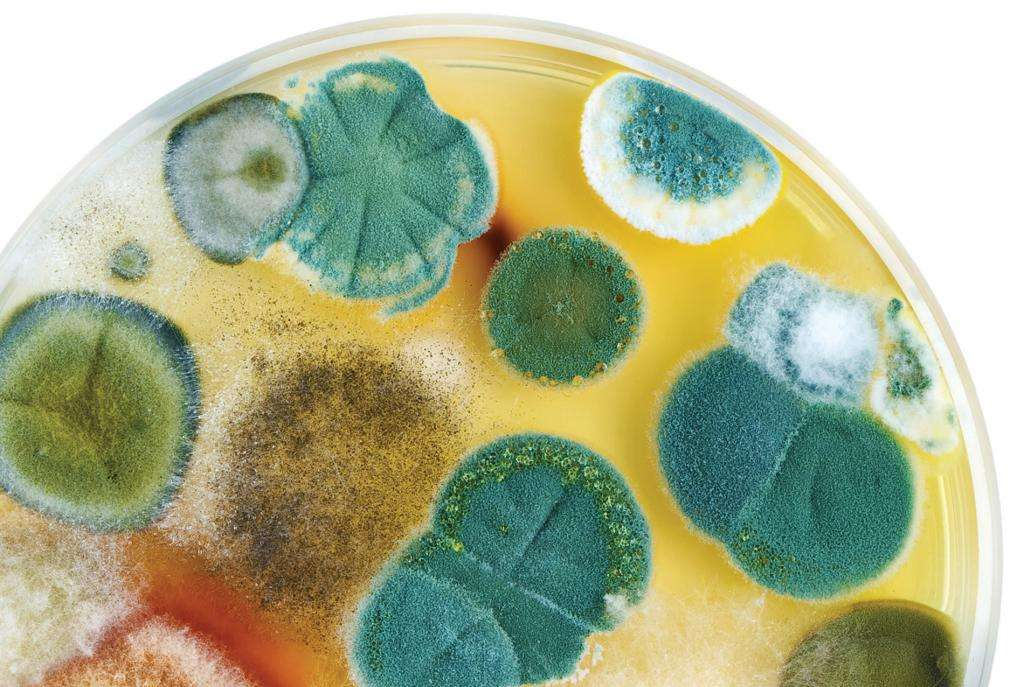
Mohos en una placa de cultivo.

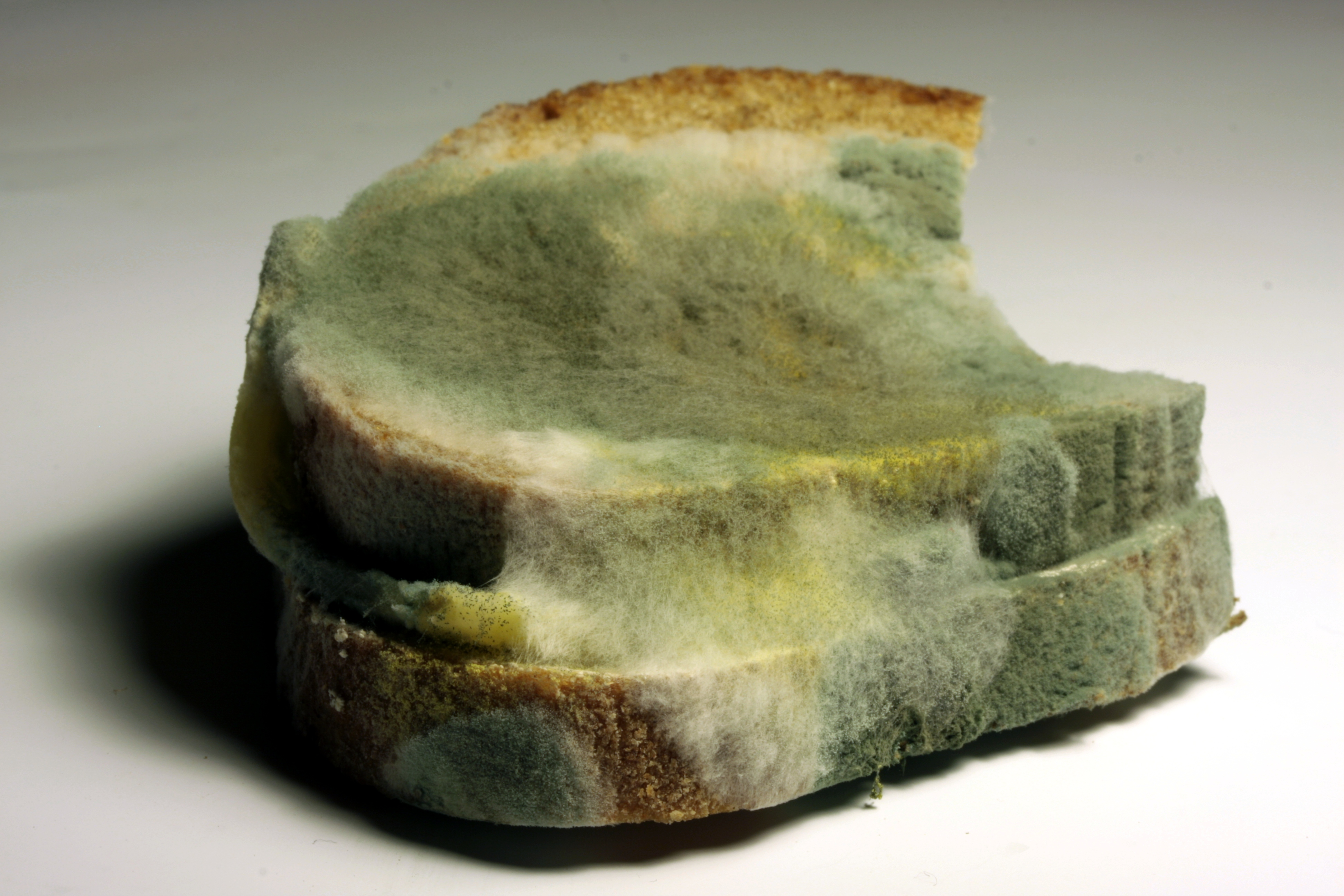
Moho verde del pan.

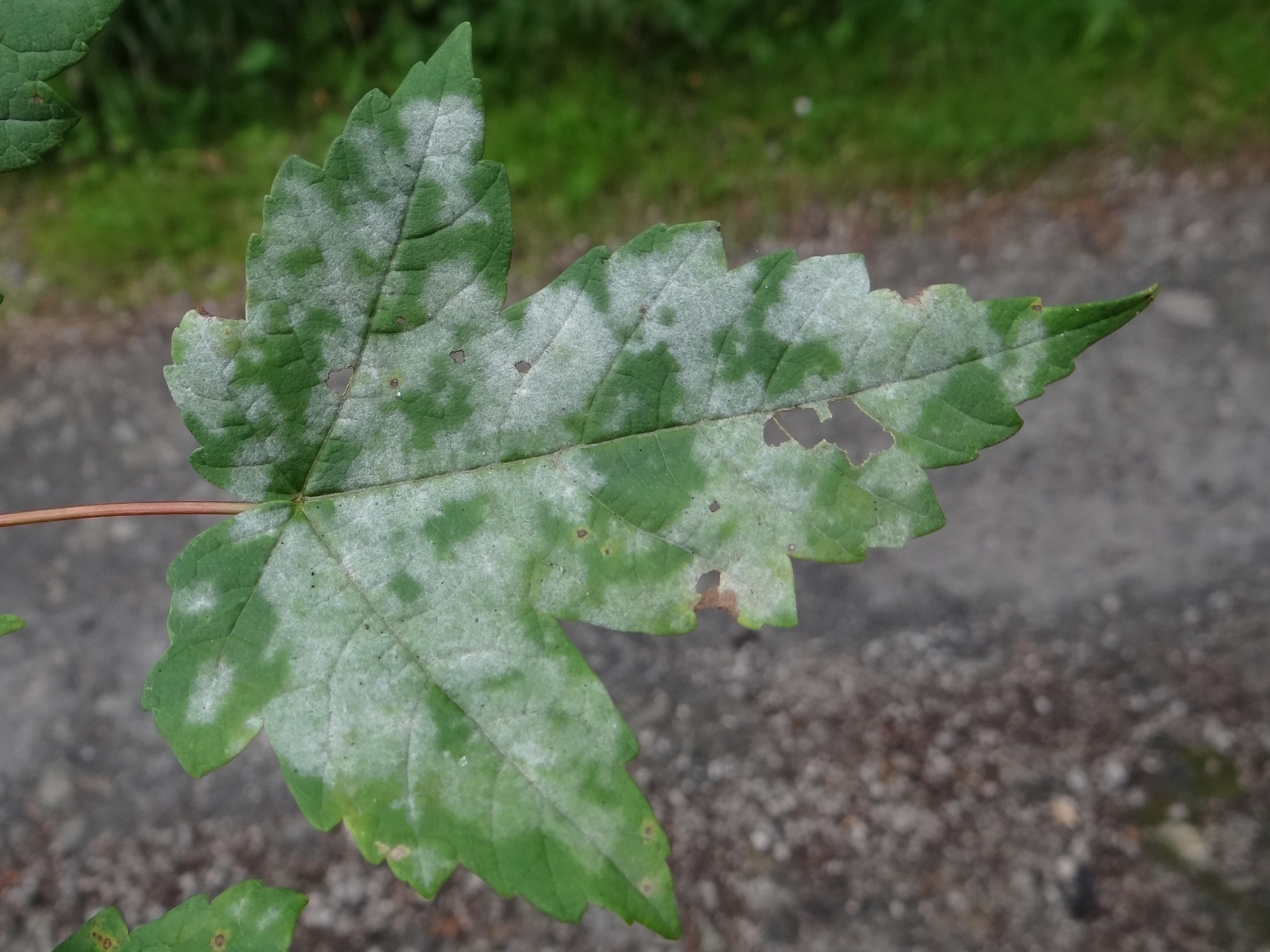
Moho creciendo sobre la hoja de una planta.

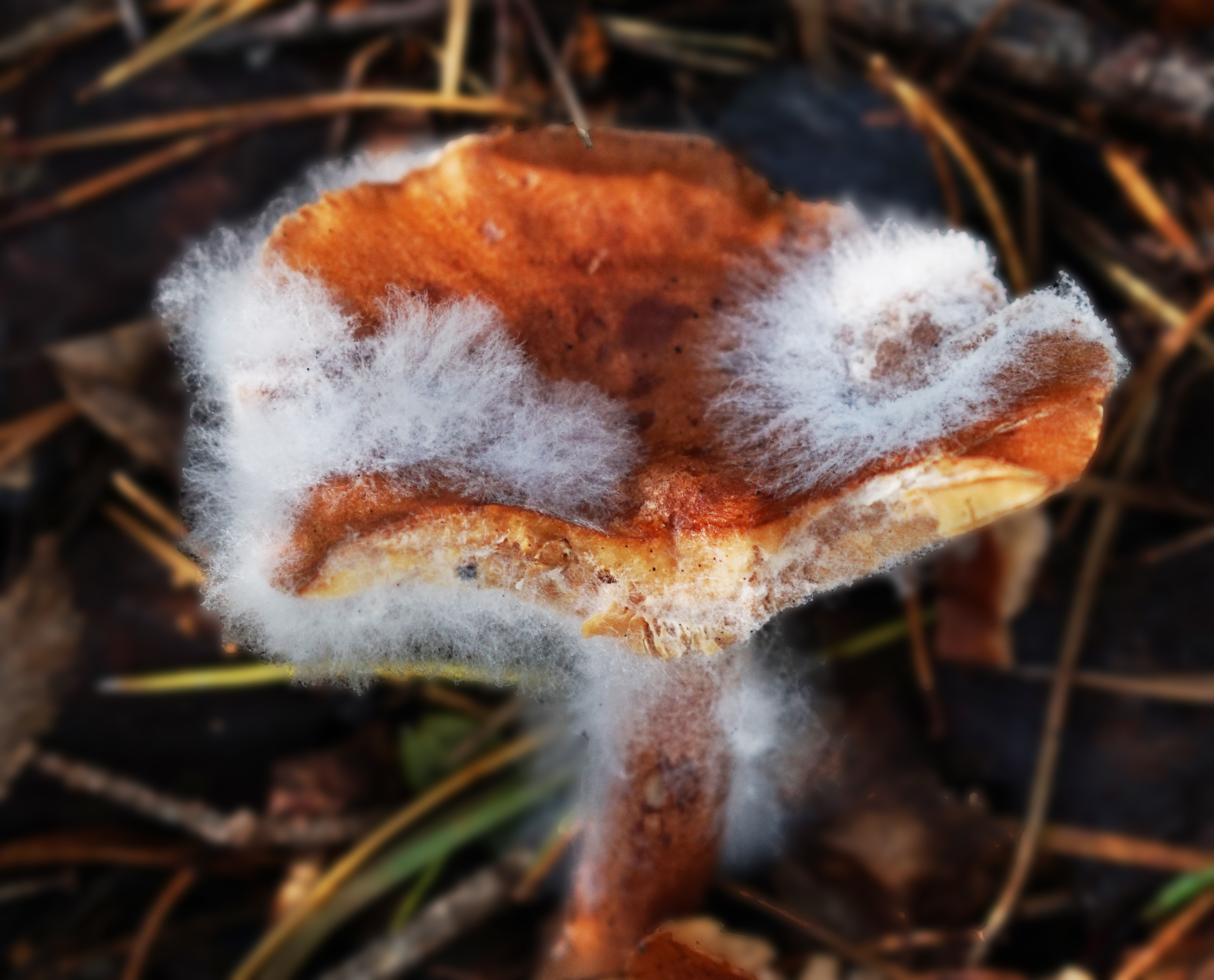
Moho creciendo sobre una seta.

Los mohos u hongos filamentosos se consideran microbios y no forman un grupo taxonómico o filogenético específico. Se clasifican en la mayoría de las divisiones de hongos principalmente en Mucoromycota y Zoopagomycota que antiguamente conformaban la división Zygomycota, en Ascomycota (en las clases Eurotiomycetes, Dothideomycetes, Sordariomycetes, Leotiomycetes, Archaeorhizomycetes), así como también en Basidiomycota (en las clases Wallemiomycetes, Geminibasidiomycetes, Tritirachiomycetes, Classiculomycetes) y Entorrhizomycota. Los quitridios clasificados en (Chytridiomycota y Blastocladiomycota) contienen mohos acuáticos. El término moho se había utilizado como un nombre común para grupos que ahora no son hongos y son considerados protistas, es decir los oomicetos y mohos mucilaginosos.
El crecimiento de las hifas da como resultado una decoloración y una apariencia borrosa, especialmente en los alimentos. La red de estas hifas ramificadas tubulares, llamada micelio, se considera un solo organismo. Las hifas son generalmente transparentes, por lo que el micelio aparece como hilos blancos muy finos y esponjosos sobre la superficie. Las paredes transversales (tabiques) pueden delimitar compartimentos conectados a lo largo de las hifas, cada uno de los cuales contiene uno o varios núcleos genéticamente idénticos. La textura polvorienta de muchos mohos es causada por la profusa producción de esporas asexuales (conidios) formado por la diferenciación en los extremos de las hifas. El modo de formación y forma de estas esporas se utiliza tradicionalmente para clasificar los mohos. Muchas de estas esporas están coloreadas, lo que hace que el hongo sea mucho más evidente para el ojo humano en esta etapa de su ciclo de vida.
Los mohos provocan la biodegradación de los materiales naturales, lo que puede ser indeseado cuando se convierte en deterioro de los alimentos o daños a la propiedad. También juegan un papel importante en la biotecnología y la ciencia de los alimentos en la producción de varios pigmentos, alimentos, bebidas, antibióticos, productos farmacéuticos y enzimas. Algunas enfermedades de animales y humanos pueden ser causadas por ciertos mohos: la enfermedad puede resultar de la sensibilidad alérgica a las esporas de moho, del crecimiento de mohos patógenos dentro del cuerpo, o de los efectos de compuestos tóxicos ingeridos o inhalados (micotoxinas) producidos por mohos.
Hay miles de especies conocidas de mohos con diversos estilos de vida, incluidos saprótrofos, mesófilos, psicrófilos y termófilos, y algunas micorrícicas, parásitos de animales, hongos y plantas, así como patógenos oportunistas de humanos. Todos requieren humedad para crecer y algunos viven en ambientes acuáticos. Por lo general, los mohos secretan enzimas hidrolíticas, principalmente de las puntas de las hifas. Estas enzimas degradan biopolímeros complejos como el almidón, celulosa y lignina en sustancias más simples que pueden ser absorbidas por las hifas. De esta manera, los mohos desempeñan un papel importante en la descomposición de la materia orgánica, lo que permite el reciclaje de nutrientes en todos los ecosistemas. Muchos mohos también sintetizan micotoxinas y sideróforos que, junto con las enzimas líticas, inhiben el crecimiento de microorganismos competidores. Los mohos también pueden crecer en los alimentos almacenados para animales y humanos, lo que hace que los alimentos sean desagradables o tóxicos y, por lo tanto, son una fuente importante de pérdida de alimentos y enfermedades. Muchas estrategias para la conservación de alimentos (salado, encurtido, mermeladas, embotellado, congelado, secado) son para prevenir o retrasar el crecimiento de moho, así como el crecimiento de otros microbios.
Los mohos se reproducen produciendo un gran número de pequeñas esporas, que pueden contener un solo núcleo o ser multinucleadas. Las esporas de moho pueden ser asexuales (productos de la mitosis) o sexuales (productos de la meiosis); muchas especies pueden producir ambos tipos. Algunos mohos producen esporas hidrofóbicas pequeñas que están adaptadas para la dispersión por el viento y pueden permanecer en el aire durante períodos prolongados; en algunas, las paredes celulares tienen una pigmentación oscura, lo que proporciona resistencia al daño por radiación ultravioleta. Otras esporas de moho tienen vainas viscosas y son más adecuadas para la dispersión en el agua. Las esporas de moho son a menudo células individuales esféricas u ovoides, pero pueden ser multicelulares y de formas diversas. Las esporas pueden adherirse a diversas superficies, como el pelaje o plumajes de animales, lo que contribuye a su dispersión; algunos son capaces de sobrevivir a temperaturas y presiones extremas.
Aunque los mohos pueden crecer sobre materia orgánica muerta en cualquier parte de la naturaleza, su presencia es visible a simple vista solo cuando forman grandes colonias. Una colonia de moho no consta de organismos discretos, sino que es una red interconectada de hifas llamada micelio. Todo el crecimiento ocurre en las puntas de las hifas, con el citoplasma y los orgánulos fluyendo hacia adelante a medida que las hifas avanzan sobre o a través de nuevas fuentes de alimento. Los nutrientes se absorben en la punta de la hifa. En ambientes artificiales como edificios, la humedad y la temperatura suelen ser lo suficientemente estables como para fomentar el crecimiento de colonias de moho, comúnmente vistas como una capa suave o peluda que crece sobre los alimentos u otras superficies.
Pocos mohos pueden comenzar a crecer a temperaturas de 4 °C (39 °F) o menos, por lo que los alimentos generalmente se refrigeran a esta temperatura. Cuando las condiciones no permiten el crecimiento, los mohos pueden permanecer vivos en un estado latente según la especie, dentro de un amplio rango de temperaturas. Las diferentes especies de moho varían enormemente en su tolerancia a temperaturas y humedades extremas. Ciertos mohos pueden sobrevivir en condiciones duras, como los suelos cubiertos de nieve de la Antártida, la refrigeración, los solventes altamente ácidos, el jabón antibacteriano e incluso los productos derivados del petróleo, como el combustible para aviones.
Los mohos xerófilos pueden crecer en ambientes relativamente secos, salados o azucarados, donde la actividad del agua es inferior a 0,85; otros mohos necesitan más humedad.

## Mohos en el ambiente

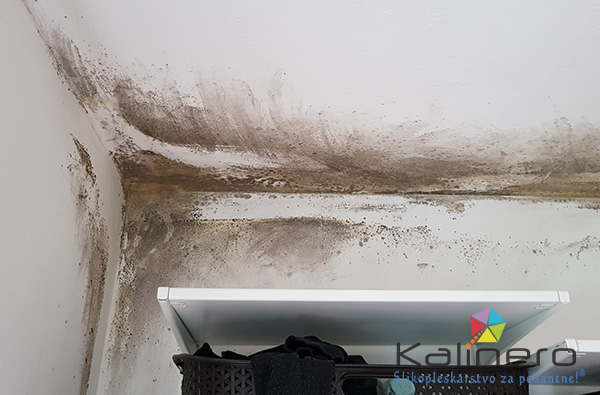
Moho de las paredes.

Los mohos se encuentran prácticamente en cada ambiente y pueden ser detectados, tanto en interiores como al aire libre, durante todo el año. Las condiciones húmedas y cálidas favorecen el crecimiento del moho. Al aire libre pueden encontrarse en áreas o lugares húmedos sombreados donde hay descomposición de hojas o de otro tipo de vegetación. En los interiores pueden encontrarse en lugares donde los niveles de humedad son altos como los alrededores de lavabos, sanitarios, lavavajillas.
Algunos mohos pueden atacar también las prendas de vestir, provocando manchas negruzcas en las mismas difíciles de remover y mal olor. Suele aparecer cuando se almacena inadecuadamente la ropa húmeda. Este tipo de moho es conocido en Venezuela con el nombre vulgar de chiqui chiqui.

## Mohos como causantes de infecciones

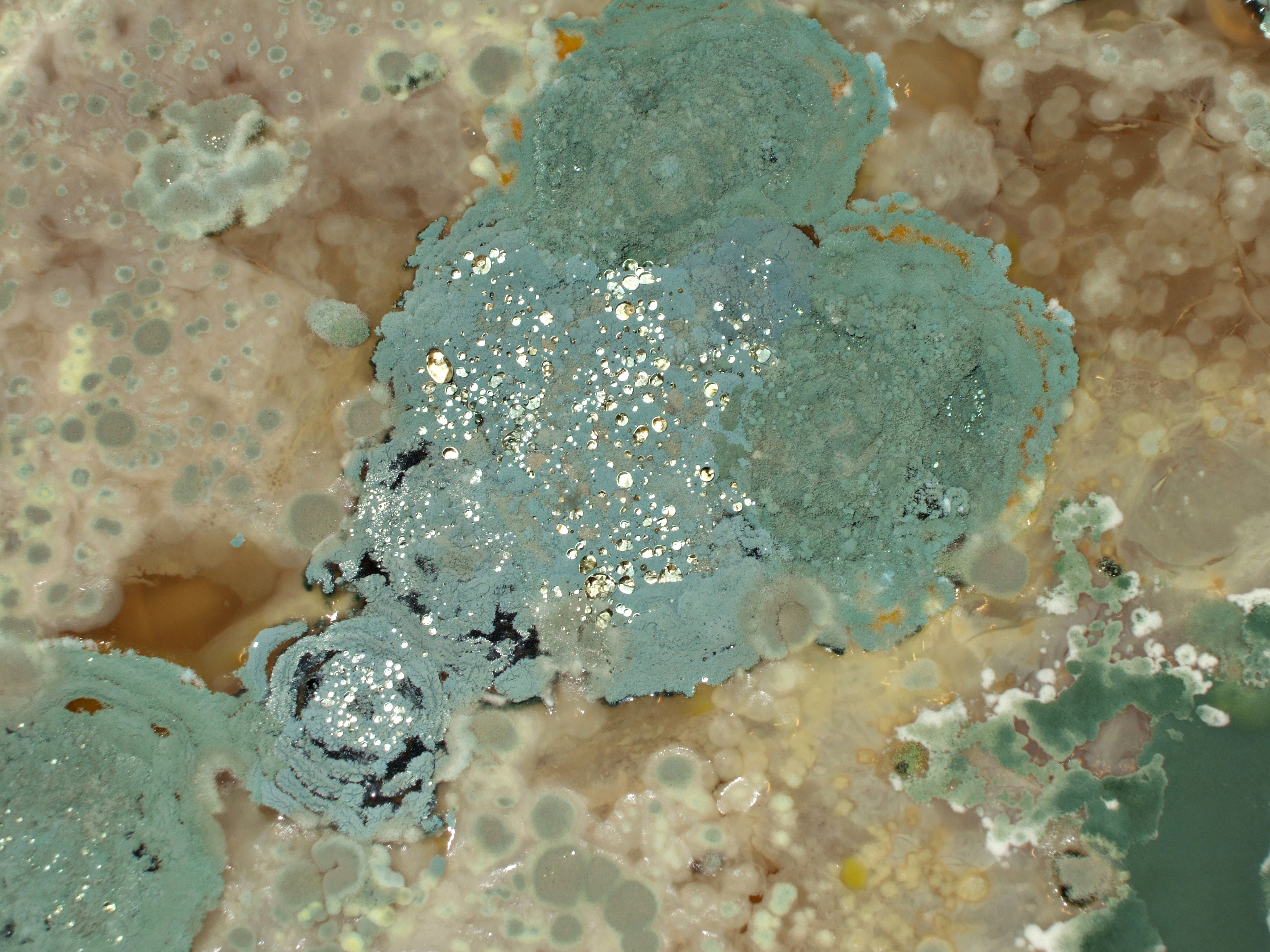
Moho creciendo en un sustrato de almidón

Algunas personas son sensibles a los mohos. La exposición a los mohos en estas personas puede causarles síntomas como congestión nasal, irritación de los ojos o resuello. Otras personas que tienen graves alergias a los mohos pueden experimentar reacciones más severas. Las reacciones severas pueden ocurrir entre trabajadores expuestos a grandes cantidades de mohos en los lugares de trabajo, como en el caso de los granjeros que trabajan todo el día alrededor del heno mohoso. Algunas reacciones severas pueden incluir fiebre y dificultad para respirar. Las personas con enfermedades crónicas, como enfermedad obstructiva de los pulmones, pueden presentar infecciones de moho en los pulmones. Algunos mohos son tóxicos porque producen micotoxinas que pueden afectar gravemente a humanos y animales.
Las personas sensibles deben evitar áreas que tienen más probabilidad de tener moho como los lugares donde se apila el abono, el prado cortado y las zonas boscosas. Al interior de las casas, el crecimiento del moho puede disminuirse manteniendo los niveles de humedad por debajo del 50 % y ventilando duchas y lugares donde se cocina. Los crecimientos de moho pueden eliminarse de las superficies duras con productos comerciales, agua y jabón, o con una solución de blanqueador preparada con una mezcla de no más de una taza de cloro y cuatro litros de agua. Las personas sensibles deben ponerse una máscara ajustada en la cara en los casos en que no pueda evitarse la exposición al moho.